# プロメテウス (宇宙船)
プロメテウス(Prometheus) は、提案されている垂直離陸水平着陸式の有人宇宙船である。アメリカ航空宇宙局(NASA) のCommercial Crew Development (CCDev) の一環として、オービタル・サイエンシズ社によって2010年末に提案された。

## 設計
プロメテウスの設計は、NASAの初期のHL-20を基礎にしており、Orbital Space Plane Programの一環としてオービタル・サイエンシズ社自体が数年前に行ったものを含め、NASAが資金を出して行ったHL-20への改良も取り入れている。HL-20は純粋なリフティングボディであったが、プロメテウスの設計は、Blended Lifting Body (BLB)である。この設計は、体積効率と優れた空気力学的な質を組み合わせている。プロメテウスは、当初は国際宇宙ステーションかその他の商業宇宙ステーションに4人の宇宙飛行士を運ぶ能力を持つが、今後の改良によって、座席の数は6つまで増やすことが可能である。基準となるローンチ・ヴィークルはアトラスVであるが、その設計は他の機体も参考にしている。プロメテウスの開発とアトラスVの改良の費用は、35億ドルから40億ドルの間である。

## Commercial Crew Development計画
NASAのCCDev計画の第2段階の選考に落選し、オービタル・サイエンシズ社は2011年4月に、商業宇宙船の開発を段階的に縮小すると発表した。